# National Building Museum

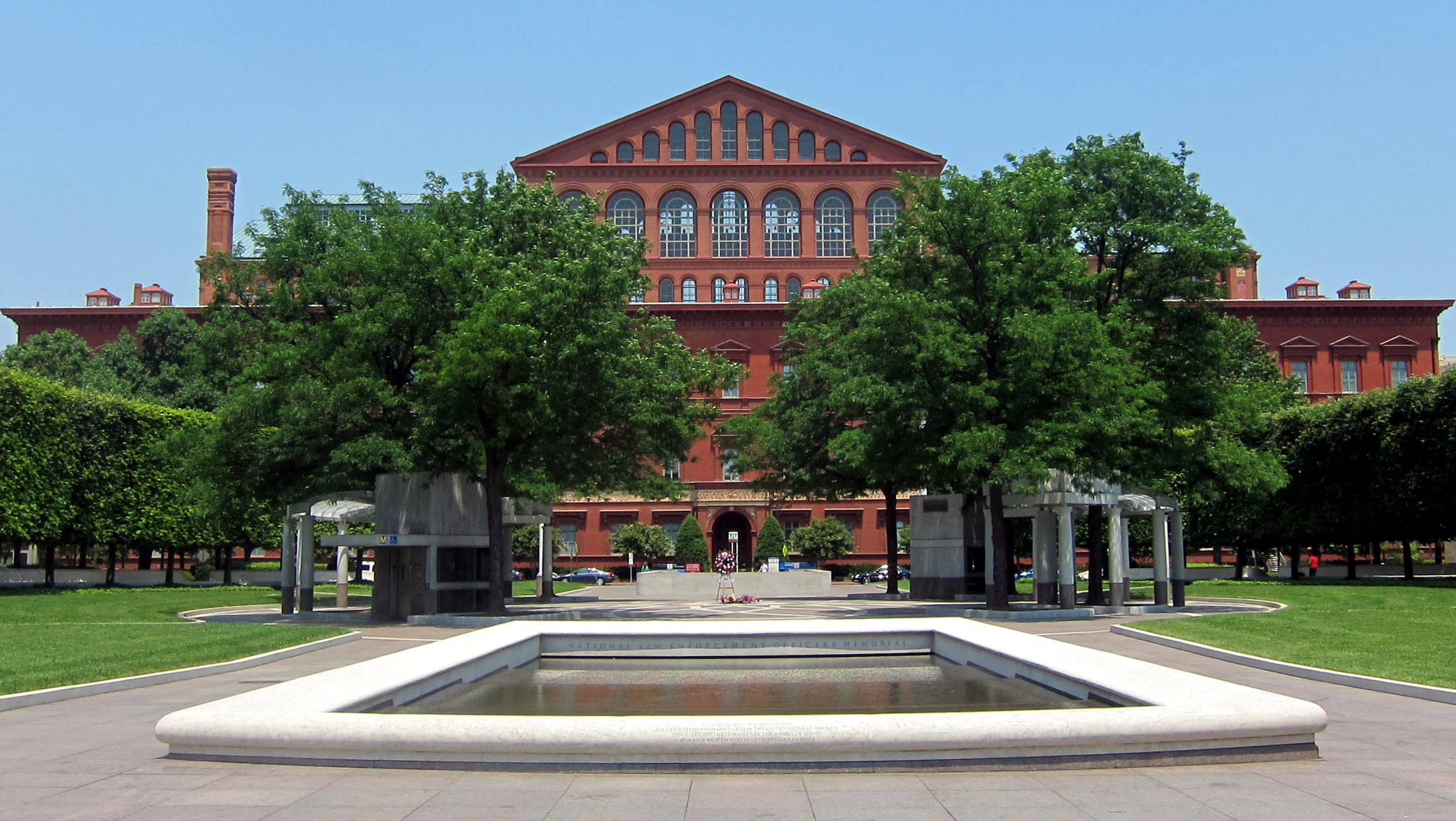
Pension Building, acum National Building Museum

National Building Museum este situat la 401 F Street NW din Washington, D.C., Statele Unite. Este un muzeu de „arhitectură, proiectare, inginerie, construcții și urbanism”. A fost creat printr-un Act al Congresului în 1980 și este o instituție privată fără scop lucrativ; se află în vecinătatea National Law Enforcement Officers Memorial și a stației de metrou Piața Judiciară. Muzeul găzduiește diverse expoziții temporare în galerii din spatele sălii mari.
Clădirea, finalizată în 1887, a servit ca Pension Building, adăpostind Bureau of Pensions al Statelor Unite și a găzduit mai multe bile inaugurale prezidențiale. Este un exemplu important la scară timpurie de arhitectură renascentistă și a fost desemnat National Historic Landmark în 1985.

## Legături externe
- Official website
- Format:HABS
- National Park Service - National Historic Landmarks Program - Pension Building listing
- General Services Administration page on the Pension Building (National Building Museum) Arhivat în 1 iunie 2017, la Wayback Machine.
- National Building Museum Investigating Where We Live
- Washington City Paper
- Washington Post Arhivat în 28 septembrie 2013, la Wayback Machine.
- Downtown DC

1. ↑  Pension Building (în engleză), National Park Service[*], accesat în 29 decembrie 2020
2. ↑  Autoritatea BnF, accesat în 29 decembrie 2020